# 日鉄鋼板SGLスタジアム尼崎

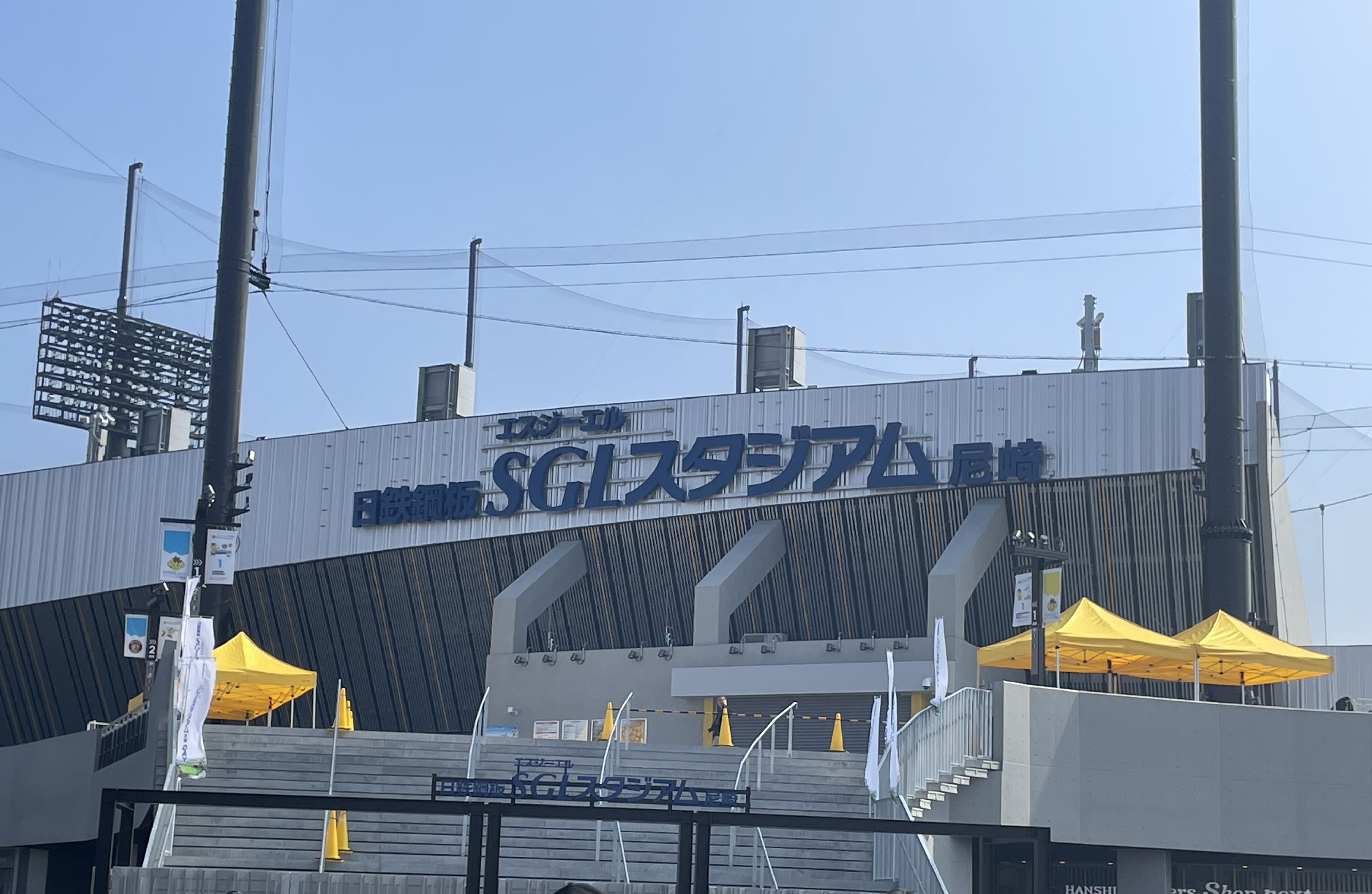
スタジアム外観（2025年3月）

日鉄鋼板SGLスタジアム尼崎（にってつこうはんエスジーエルスタジアムあまがさき）は、兵庫県尼崎市の小田南公園内にある野球場。略称はSGLスタジアムまたはSGL。また、最寄駅である大物駅にちなみ「大物」（だいもつ）と呼ばれることもある。同公園に所在するゼロカーボンベースボールパークの中核施設である。
2025年3月1日に開場し、プロ野球のウエスタン・リーグに加盟する阪神タイガース二軍が2025年シーズンから本拠地としている。また阪神球団の女子チームである阪神タイガース Womenも当球場を使用している。

## 解説
1983年に開園した小田南公園は日本で初めての防災公園であったが、公園一帯が左門殿川に近いことから、当球場は津波による浸水対策として地盤を平均で40センチメートル嵩上げした後に建設された。さらに、浸水対策の一環として、電気関連の主な設備をスタンドの2階に集約した。阪神球団の親会社である阪神電気鉄道（阪神電鉄）は、球場や園地などを完成後に尼崎市へ寄附すること、土地の使用料を同市へ支払うことを条件に、寄附施設を含めた園内での40年にわたる営業権を同市から与えられている。
建設を担当したのは熊谷組で、同社が建設した野球場としては滋賀県の皇子山球場に次ぐ2か所目であり、プロ野球球団の本拠地としては初となったため、プロ野球球団施設の専門的な設備などを調査するため、ゼロカーボンベースボールパーク移転前の阪神二軍施設である阪神鳴尾浜球場や、一軍が使用する阪神甲子園球場および付帯施設をあらかじめ見学した。
この球場は、グラウンドサイズ、方位、内外野の黒土・天然芝、LEDを使用した照明設備など、甲子園球場と同様の規格や設備を可能な限り再現しており、トラックマンやホークアイを甲子園球場に続いて導入し、さらにスタジアム内のカメラ16台で解析するマーカーレス・モーションキャプチャ（ソニー傘下 キナトラックス社製）システムを日本で初めて導入した。
スタンドに常設される観客席は3,600席で、完売した場合や完売が見込まれる場合は、800人まで収容できる外野場外のスペースを立ち見席扱いで開放する。球場の設計を手掛けた久米設計によれば、球場の形状は左右非対称で、阪神ファンをより多く収容できるように設計されている。この方針に沿って、一塁側のスタンドが三塁側のスタンドより大きく膨れるように配置し、一塁側のスタンドに極力多くの座席を設けている。
トランペット、笛、太鼓など鳴り物による応援は禁止されている（ただし、手拍子やメガホンを使用しての応援は認められている）。そのため、ビジター応援席は設けられていない。
阪神タイガースの公式グッズショップ「タイガースショップ」がスタンドの1階に配置されており、公園のみの利用者も立ち寄れるよう出入口はスタンドの外側に設けられている。ショップでは、サステナビリティの推進に関する製品など当球場限定のグッズも取り扱う。さらに、内野スタンド内には飲食売店がある。
当球場は阪神本線・阪神なんば線の高架橋に挟まれているため、スタンドの建設に際しては、走行中の電車の窓から球場の様子を望めるように防球ネットの高さなどを調整する計画であったが、阪神の佐藤輝明が2021年4月9日の対横浜DeNAベイスターズ戦（横浜スタジアム）で推定飛距離140メートルの場外本塁打を放ったことを受け、外野部分の設計を急遽見直した結果、防球ネットの高さは最高55メートルとなった。なお、甲子園球場と同じく当球場には観客用の駐車場は用意されていないため、阪神球団は公共交通機関での来場を呼び掛けている。
2025年2月20日、竣工式およびオープニングセレモニーが行われ、阪神球団顧問の岡田彰布をはじめとする球団関係者が来場した。

## 球場名
小田南公園の隣接地に生産拠点を構える日鉄鋼板が、開場に先駆けて当球場の命名権を取得した。阪神球団との間で二軍本拠地移転プロジェクトに関するパートナーシップ契約を熊谷組と共に締結したことに伴う取得で、契約期間中は「日鉄鋼板SGLスタジアム尼崎」の名称を使用している。
「SGL」とは、ガルバリウム鋼板のメッキ（三次元網目構造）にマグネシウムを2%添加した鋼板の名称である。日鉄鋼板によれば、このような改良を施したSGLでは、（ガルバリウム鋼板を含めた）従来品の3倍以上の耐食性を擁することが各種の性能試験で実証されている。阪神二軍施設では、日鉄鋼板製のSGL鋼板を室内練習場などの壁面に用いている。

## 施設概要

### 球場データ
構造・施設面積と機能
- 地上3階建て、三塁側の構造物は一塁側と非対称
- エレベーター2基、津波一時避難場所
- 面積
  - 建築面積 - 6,690 m2
  - 延床面積 - 10,812 m2
  - グラウンド面積 - 13,000 m2
- グラウンド
  - 両翼 - 95 m、中堅 - 118 m、左右中間 - 118 m
  - 内野 - 黒土、外野 - 天然芝、ウォーニングゾーンあり
- スコアボード - LED（裏面に太陽光発電用パネル）
- 照明塔 - LED 6基
- 防球ネット - 最高 55 m
- 収容能力 - 最大 4,400人（常設3,600席〔うち18席は車椅子専用〕、臨時外野席800人）

#### 観戦設備
無料だった鳴尾浜球場とは異なり観戦は有料で、外野席を除き全席指定席である。料金はカテゴリーA・カテゴリーBの2区分が設定されており、A・Bどちらの料金が適用されるかは試合により異なる。7回裏終了までは外出・再入場が可能。入場後の内野と外野の往来は不可。
座席
甲子園球場で回収したポリエステル製ビールカップ（帝人フロンティア製造）の再生繊維をクッション材に配合した、コクヨ製造の特別仕様の座席「Centura」（センチュラ）を、客席の全座席および1塁側・3塁側のベンチに使用。
座席区分
- コクヨプレミアムシート

バックネット裏前方の約150席。コクヨが命名権を取得している。
- フィールドシートA（一塁・三塁）
- フィールドシートB（一塁・三塁）
- ネット裏指定席
- 内野指定席（一塁・三塁）
- 臨時外野自由席

内野エリアが完売または完売見込みの試合でのみ販売。座席は設置されておらず、コンクリート階段の観戦エリアからの観戦となる。
- 車椅子席（ネット裏・一塁・三塁）

### 付帯施設
- 選手寮兼クラブハウス「虎風荘」
- 室内練習場[26]

## 主な試合の記録

### 開業記念試合
開業記念試合として、2025年3月1日・2日に広島東洋カープとの春季教育リーグ試合が開催された。1日は5-5の引き分け、2日は3-2で阪神が勝利し、5番手で登板した石黒佑弥が当球場初の勝利投手となった。

### ウエスタン・リーグ公式戦
2025年3月14日の対広島戦がウエスタン・リーグ公式戦初使用になった。広島が3-2で勝利し、当球場でのウエスタン公式戦初勝利を記録した。斉藤優汰が当球場での公式戦初の勝利投手、小林樹斗がセーブ投手となった。
3月20日、対福岡ソフトバンクホークス戦で阪神の山田脩也が当球場第1号本塁打を記録した。

## アクセス
- 阪神本線・阪神なんば線 大物駅から徒歩5分
- 阪神バス 尼崎市内線51系統「小田南公園」停留所から徒歩2分、または尼崎市内線AD1 - 3・52系統「東大物町1丁目」停留所から徒歩6分